# Louis Koyagialo
Louis Alphonse Koyagialo Ngbase te Gerengbo, né  à Yakoma le 23 mars 1947 et mort le 14 décembre 2014 à Johannesburg, est un homme d'État congolais. Il est Premier ministre par intérim de la république démocratique du Congo du 7 mars  au 9 mai 2012. Il était le vice-Premier ministre et ministre des Postes et des Nouvelles technologies de communication du gouvernement Muzito III depuis septembre 2011 jusqu'au 6 mars 2012.

## parcours éducatif
Il est licencié en droit de l'Université de lovanium ( aujourd'hui Université de Kinshasa , UNIKIN) 

## Carrière
En 1972 , il commence sa carrière en tant que conseiller juridique à l'Office national de logements ( ONL) et rejoint l'année suivante le ministère des affaires sociales . Réputé pour son expertise dans la gestion territoriale, il embrasse cette carrière en 1979, d'abord comme directeur régional au Katanga ( appelé alors shaba) , puis commissionnaire sous - régional de likasi de 1980 à 1982 , et enfin commissionnaire urbain de Lubumbashi jusqu'à 1985. Il devient ensuite vice - gouverneur du kassaï- Oriental et du Kivu . Entre 1986 et 1990, il occupe le poste de gouverneur du Katanga.
Louis Alphonse Koyagialo est élu 28e gouverneur de la province de l'Équateur en date du 10 juin 2013 à Mbandaka. Il n'exercera plus cette fonction à partir du mois de septembre 2013 à la suite d'une maladie qui le mènera d'abord à être hospitalisé à Kinshasa, puis en Afrique du Sud. Il y meurt le 14 décembre 2014.lundi 22 décembre 2014, il a été décoré chancelier de l’Ordre national des léopards à titre posthume par le président de la République, Joseph Kabila.

## Ouvrages
Massacre de Lubumbashi du 11 au 12 mai 1990 ( 10/10/2012)